# Reprezentacja Chile w piłce wodnej kobiet
Reprezentacja Chile w piłce wodnej kobiet – zespół, biorący udział w imieniu Chile w meczach i sportowych imprezach międzynarodowych w piłce wodnej, powoływany przez selekcjonera, w którym mogą występować wyłącznie zawodnicy posiadający chilijskie obywatelstwo. Za jej funkcjonowanie odpowiedzialny jest Chilijski Związek Pływacki (FECHIDA), który jest członkiem Międzynarodowej Federacji Pływackiej.